# 今須宿

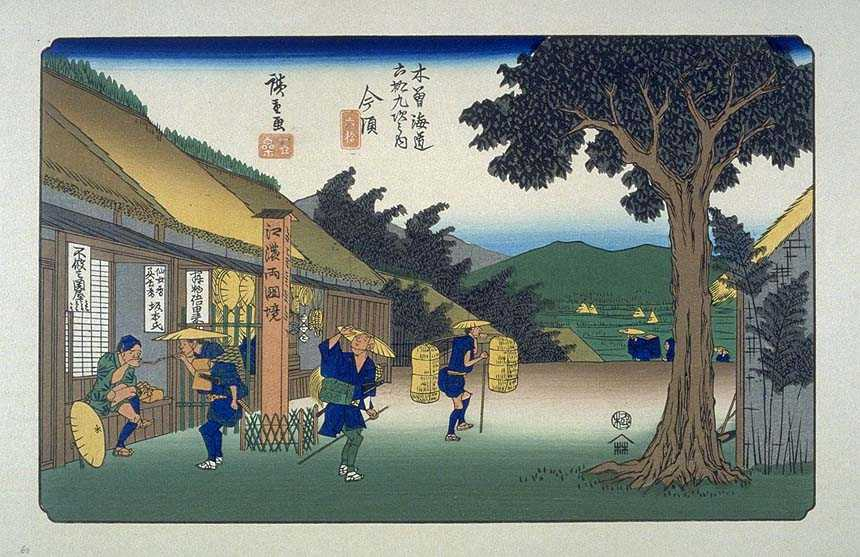
歌川広重「木曽海道六十九次・今須」

今須宿（いますじゅく）は、中山道の59番目の宿場。美濃国不破郡今須村（現・岐阜県不破郡関ケ原町）に存在した。

## 概略
関ヶ原古戦場の西南、近江国との国境にある。
- 幕府領（大垣藩預り領）（1843年）
- 人口:1,784人
- 家数:464軒
- 本陣:1軒
- 脇本陣:2軒
- 旅籠:13軒

## アクセス
- JR東海道本線 関ケ原駅より関ケ原町ふれあいバス：今須方面コース「今須西町」停留所下車。

## 史跡・みどころ
- 今須宿一里塚跡
- 妙應寺
  - 徳川家康腰掛石 - 2016年に青坂神社から妙應寺に移設[1]。
- 問屋場（山崎家）
- 聖蓮寺（八ッ房の梅）
- 青坂神社

柏原宿までの史跡・みどころ
- 車返しの坂
- 寝物語の里（美濃・近江の国境）
- 楓並木

## 主な通行
- 朝鮮通信使 - 彦根または佐和山で泊まり、今須宿で昼食、大垣泊が通例であった。

## 隣の宿
中山道
関ヶ原宿 - 今須宿 - 柏原宿

## 今須峠
今須宿と関ヶ原宿の間にある中山道の峠。標高175m。
座標: 北緯35度20分55.1秒 東経136度26分07.3秒 / 北緯35.348639度 東経136.435361度